# Абдул Мумуні
Абдул Мумуні (фр. Abdoul Moumouni, нар. 7 серпня 2002) — нігерський футболіст, півзахисник молдовського клубу «Шериф».
Виступав, зокрема, за клуб УС ЖН, а також національну збірну Нігеру.
Чемпіон Молдови. Володар Кубка Молдови.

## Клубна кар'єра
У дорослому футболі дебютував 2018 року виступами за команду УС ЖН, у якій провів три сезони. 
До складу клубу «Шериф» приєднався 2021 року. Станом на 24 лютого 2022 року відіграв за тираспольський клуб 4 матчі в національному чемпіонаті.

## Виступи за збірну
У 2019 році дебютував в офіційних матчах у складі національної збірної Нігеру.
| Дата       | Місто    | Господарі        | Результат | Гості       | Турнір                                        | Голи | Примітки |
| ---------- | -------- | ---------------- | --------- | ----------- | --------------------------------------------- | ---- | -------- |
| 22-9-2019  | Ніамей   | Нігер            | 2 – 0     | Кот-д'Івуар | Чемпіонат африканських націй 2020 — кв. раунд | -    |          |
| 17-1-2021  | Дуала    | Лівія            | 0 – 0     | Нігер       | Чемпіонат африканських націй 2020             | -    |          |
| 21-1-2021  | Дуала    | Республіка Конго | 1 – 1     | Нігер       | Чемпіонат африканських націй 2020             | -    |          |
| 25-1-2021  | Яунде    | Нігер            | 1 – 2     | ДР Конго    | Чемпіонат африканських націй 2020             | -    |          |
| 26-3-2021  | Ніамей   | Нігер            | 0 – 3     | Кот-д'Івуар | Відбір до Кубка африканських націй 2021       | -    | 85'      |
| 11-6-2021  | Манавгат | Гвінея           | 2 – 1     | Нігер       | товариський матч                              | -    |          |
| 12-11-2021 | Марракеш | Буркіна-Фасо     | 1 – 1     | Нігер       | Відбір до ЧС 2022                             | -    | 40'      |
| 15-11-2021 | Ніамей   | Нігер            | 7 – 2     | Джибуті     | Відбір до ЧС 2022                             | -    |          |
| Усього     |          | Матчів           | 8         |             | Голів                                         | 0    |          |

## Титули і досягнення
- Чемпіон Молдови (2):

«Шериф»: 2021-22, 2022-23
- Володар Кубка Молдови (2):

«Шериф»: 2021-22, 2022-23